# 最后的卡夫特
《最後的卡夫特》是台湾的Studio REALS與SAFE HOUSE T两间公司制作的动画，片長共90分鐘。動畫採用日式手繪繪製，背景在虛構世界「席斯維亞大陸」。

## 故事內容
『你願意做多少犧牲，來拯救你所愛的世界？』在後末日世界裡的席斯維亞大陸上，這句話並不僅僅是一個概念，更是每個人每一天要面對的責任。

在這個世界裡，人們的貪心與魯莽漸漸耗盡資源，造成嚴重汙染，終究導致大自然以極端的天氣異變作為反撲。在這個瀕臨崩潰的世界裡，科學家們研究發現，在大自然中有種被稱之為卡夫特(KRAFT)的能量可轉換為電能。很快地它被視為人類最後的希望。

## 登場人物
夏 傑格爾
夏是傑格爾村的巡邏隊成員之一，也是前村長-陶德的兒子，因為父親的關係，對舊時代的科技充滿好奇，座右銘為“凡事試過才知道”，因為父親的遺物以及自身的好奇心，讓他展開了一場不可思議的冒險，並意外地揭開了末日的秘密。
蘭特斯 威爾
夏從小到大的好友，天生就有發達的運動神經，現任巡邏隊隊長，儘管個性沉穩並相對保守，卻會像哥哥一般的支持著夏所有看似任性的行為。
塔莉 納希維特
工業發展為重心的娜希維特聯邦皇室公主，在上任女王儀式中遭到刺客襲擊，從此音訊全無。
莉塔
商隊中的神祕少女，商隊被風賊所襲擊時剛好被在附近的夏與藍特斯所救，之後便一同冒險，似乎跟夏一樣對舊時代的科技也充滿興趣。
琳恩 庫格德
庫格德風賊團團長，脾氣暴躁，力大無窮，看似充滿野心，卻不至於不擇手段，是個對手下們非常好的頭領。
岡亞
風賊團內的軍師，個性奸詐狡猾，幫助琳恩出謀獻策，十分受到琳恩的青睞，暗地裡似乎在預謀一項邪惡計畫。
D-4
夏在舊時代遺跡內找到的罕見高科技機器人，功能不明，在末世當中是相當有價值的發現。
G-BUG
舊時代遺跡內的防衛性機器人，會使用腳、爪攻擊入侵者，猛然一看其實有點可愛?

## 演出人員[3]

### Studio REALS
- 導演兼編劇：林正庭
- 製作人：謝岳謀
- 聯合製片：李寧遠
- 概念美術：葉長青
- 動畫：張哲維、孫慈徽、吳珮瑄
- 概念美術：葉長青
- 募資影片導演：劉岳銘
- 募資頁面視覺設計：梁家禎
- 募資企劃文案：古雲妃
- 音樂總監：李世光
- 音樂監督指導：許妤甄
- 作曲家：李世光、Oren Dashti

### SAFE HOUSE T
- 演出/制作：孫家隆
- 背景美術：黃建臻
- 場景細節設定：姚筌薴、王子穎、蕭文澤
- 原畫：姚筌薴、王子穎、蕭文澤、李浩雋
- 第二原畫：姚筌薴、王子穎、蕭文澤、林盈秀、王子豪、闕廷伊、李浩雋
- 動畫監督：蕭文澤
- 動畫角色設定：王子穎
- 3D CG：曾右任
- 動畫：姚筌薴、王子穎、蕭文澤、林盈秀、王子豪、蘇芷嫻、許絜凱、闕廷伊、全可望、陳木蘭、陸泓熹、劉曉蓮
- 色彩設計：許絜凱
- 色彩提案：Stellarism
- 上色：許絜凱、蘇芷嫻
- 攝影：蘇芷嫻、鄭睿哲
- 海外市場顧問：Jeffrey Wang
- LOGO設計：黃慎慈